# Italiaans voetbalelftal in 1981
Het Italiaans voetbalelftal speelde negen officiële interlands in het jaar 1981, waaronder vier duels in de kwalificatiereeks voor het WK voetbal 1982 in Spanje. De selectie stond onder leiding van bondscoach Enzo Bearzot, die sinds 1975 aan het roer was bij de Squadra Azzurra.

## Balans
| Wedstrijden | Wedstrijden | Wedstrijden | Wedstrijden | Doelpunten | Doelpunten | Doelpunten | Punten |
| Gespeeld    | Winst       | Gelijk      | Verlies     | Voor       | Tegen      | Saldo      | Punten |
| ----------- | ----------- | ----------- | ----------- | ---------- | ---------- | ---------- | ------ |
| 9           | 2           | 4           | 3           | 8          | 13         | –5         | 0.889  |

## Statistieken
| Dino Zoff            | 1942-02-28 | Juventus       | 6 | 0 | 0 | 96 | 0 |
| Ivano Bordon         | 1951-04-13 | Internazionale | 2 | 1 | 0 |    |   |
| Verdediging          |            |                |   |   |   |    |   |
| Claudio Gentile      | 1953-09-27 | Juventus       | 8 | 0 | 0 |    |   |
| Gaetano Scirea       | 1953-05-25 | Juventus       | 8 | 0 | 0 |    |   |
| Antonio Cabrini      | 1957-10-08 | Juventus       | 7 | 0 | 0 | 30 | 2 |
| Fulvio Collovati     | 1957-05-09 | AC Milan       | 5 | 0 | 1 |    |   |
| Pietro Vierchowod    | 1959-04-06 | AC Fiorentina  | 2 | 0 | 0 |    |   |
| Middenveld           |            |                |   |   |   |    |   |
| Giancarlo Antognoni  | 1954-04-01 | AC Fiorentina  | 7 | 0 | 0 |    |   |
| Bruno Conti          | 1955-03-13 | AS Roma        | 6 | 0 | 1 | 10 | 2 |
| Marco Tardelli       | 1954-09-24 | Juventus       | 6 | 0 | 0 |    |   |
| Giampiero Marini     | 1951-02-25 | Internazionale | 5 | 0 | 0 |    |   |
| Giuseppe Dossena     | 1958-05-02 | Torino         | 4 | 2 | 1 |    |   |
| Gabriele Oriali      | 1952-11-25 | Internazionale | 2 | 2 | 0 |    |   |
| Carlo Ancelotti      | 1959-06-10 | AS Roma        | 1 | 2 | 1 |    |   |
| Salvatore Bagni      | 1956-09-25 | Internazionale | 1 | 1 | 0 |    |   |
| Giuseppe Baresi      | 1958-02-07 | Internazionale | 1 | 1 | 0 |    |   |
| Domenico Marocchino  | 1957-05-05 | Juventus       | 1 | 0 | 0 | 1  | 0 |
| Aanval               |            |                |   |   |   |    |   |
| Francesco Graziani   | 1952-12-16 | AC Fiorentina  | 7 | 0 | 3 |    |   |
| Franco Selvaggi      | 1953-05-15 | Cagliari       | 3 | 0 | 0 |    |   |
| Roberto Pruzzo       | 1955-04-01 | AS Roma        | 2 | 2 | 0 |    |   |
| Roberto Bettega      | 1950-12-27 | Juventus       | 2 | 0 | 1 |    |   |
| Alessandro Altobelli | 1955-11-28 | Internazionale | 2 | 0 | 0 | 8  | 2 |